# Victor Espadinha
Victor Manuel Marques Espadinha (Lapa, Lisboa, 10 de julho de 1939) é um músico e actor português.

## Biografia
Nasceu na Rua Garcia da Orta, no bairro da Lapa, em Lisboa. Era filho do dono de um casino que funcionou no Palácio Foz, aos Restauradores, em Lisboa, e de uma criada de servir, contudo, foi criado por uma tia e pelo amante desta, de nacionalidade francesa. Concluiu os estudos liceais no Colégio Moderno. Entre 1956 e 1964, viveu em Moçambique, onde o pai era funcionário da Junta de Comércio Externo de Moçambique. A sua vida artística começou em Lourenço Marques, no Teatro Avenida. Foi ainda jornalista no jornal "A Tribuna", de Lourenço Marques. Depois foi para a Rodésia do Norte, onde trabalhou numa estação de televisão inglesa. Parte para Londres onde frequenta vários cursos de Teatro enquanto paralelamente trabalha na Hitachi, em Park Royal, e é inspector no Playboy de Londres, em Park Lane, profissões que exerce para poder estudar.
Em 1966 estreia-se no Teatro Villaret numa produção de John Mac Grathuma numa comédia com nomes como Eunice Muñoz, Rui de Carvalho, Rogério Paulo e João Perry. Trabalhou também no Rádio Clube Português, como apresentador de rádio, no Diário de Notícias como jornalista, e na General Motors como director de publicidade. 
No R.C.P., torna-se no primeiro disc-jockey português , e é um dos principais intérpretes dos famosos Parodiantes de Lisboa.
Em 1974, a viver em Londres, Vasco Morgado vai buscá-lo para protagonizar, no Teatro Capitólio, em Lisboa, um dos maiores sucessos teatrais de todos os tempos: "Mostra-me a tua piscina" que esteve dois anos em cena.
Participa no concurso "A Visita da Cornélia" onde interpretou um palhaço numa rábula. Assina contrato com a editora Polygram para gravar 3 discos. Os dois primeiros singles venderam muito pouco mas "Recordar É Viver" (1978). tornou-se um grande sucesso.
Em 1989 apresentou na RTP o programa "Para Variar" (onde dizia várias vezes "Roda O Palco"). De 1987 a 1992 é protagonista dos grandes shows musicais do Casino Estoril como "Cabaret", "Sinbad, O Marinheiro", “Superman”, "Yellow Showmarine" e "007 - Licença Para Jogar".
Participou na música "Ouvi Dizer" dos Ornatos Violeta, em 1999. Também foi actor na série "Os Malucos do Riso".
Participa na comédia "Às Nove Em Ponto", no Teatro ABC, com encenação de Norberto Barroca. 
Em 2002, por ocasião dos seus 40 Anos de Teatro e 25 Anos de Música, foi lançado o disco "Do Fundo do Coração" onde incluía um nova versão de "Recordar É Viver".
Comemora os 45 anos de carreira, em 2007, com a edição de uma compilação com as suas melhores canções e do lançamento do livro "Romance De Uma Vida", escrita por João Luz, na editora Palavra.
Em 2011 integra o elenco da série "A Familia Mata" da SIC. Nesse ano Victor Espadinha comemorou 50 anos de palco. 

## Televisão, Teatro, Cinema
- Auto da Mofina Mendes (Teatro)
- Breve Sumário da História de Deus (Teatro)
- Curva Perigosa (Teatro)
- o tempo E O Mundo (Teatro)
- Vida e Morte Severina (Teatro)
- "Europa" (Rádio)
- Parodiantes de Lisboa (Rádio)
- Mãos à Obra (Teatro de Revista)
- Zip Zip (Televisão)
- A Visita da Cornélia (Televisão)
- E O Resto São Cantigas (Televisão)
- Eu Show Nico (Televisão)
- Deliciosamente Louca (Teatro)
- Peço A Palavra (Teatro de revista)
- Rambling Report (Cinema, Londres)
- Ó Zé Aperta O Cinto" ( Teatro de Revista)
- Totobolinhas (Teatro)
- Dura Lex Sed Sex (Teatro)
- Senhora Minha Tia (Teatro)
- Cabaret (Musical, Londres)
- O Fim da Macacada (Teatro de Revista)
- É pró Menino É pra Menina (Teatro de Revista)
- Mostra-me A Tua Piscina (Teatro)
- Chega Pra Todas (Teatro)
- Helena (Teatro)
- Às Nove Em Ponto (Teatro)
- A Feira (Televisão)
- Cabaret (Musical)
- Sindbad, o Marinheiro (Musical)
- Superman (Musical)
- Yellow Submarine (Musical)
- 007, James Bond (Musical)
- Pra Variar (Televisão)
- Ganância (Televisão)
- Fura Vidas (Televisão)
- Bons Vizinhos (Televisão)
- Malucos do Riso (Televisão)
- Amanhecer (Televisão)
- Levanta-te e Ri (Televisão)
- As Taradas (Teatro)
- Bairro da Fonte (Televisão)
- Só Gosto de Ti (Televisão)
- Inspector Max (Televisão)
- Maré Alta (Televisão)
- Uma Aventura (Televisão)
- Acredita, Estou Possuído (Teatro)
- Viúva Rica Solteira Não Fica (Cinema)
- Rebelde Way (Televisão)
- Podia Acabar O Mundo (Televisão)
- Família Mata (Televisão)
- A Flor do Cacto (Teatro)
- A Curva da Felicidade (Teatro)
- Hotel 5 Estrelas (Televisão)
- Jantar Só Para Dois (Teatro)
- Travão de Mão (Teatro)
- Esta Noite Choveu Prata (Teatro - Monólogo)
- Roast (televisão)

## Televisão
- O Fura-Vidas SIC 1999
- O Bairro da Fonte SIC 2000
- Ganância SIC 2001
- Bons Vizinhos TVI 2002 'Américo'
- Amanhecer (telenovela) TVI 2002/2003 'Frank'
- Inspector Max TVI 2004 'Mendonça'
- Uma Aventura SIC 2004
- Só Gosto de Ti SIC 2004/2005
- Maré Alta SIC 2004/2005 'passageiro'
- Podia Acabar o Mundo SIC 2008 'máquina
- Rebelde Way SIC 2009 'Vitorino'
- A Família Mata SIC 2011/2012 'Alfredo Sousa'
- Hotel Cinco Estrelas RTP 2013 'Luís Malhão'
- Agora Escolha RTP 2015 'Adérito'
- Roast TVI 2019

## Discografia
- Palhaço Até Ao Fim (Single, Polygram, 1977)
- Canção Extraordinária/O Jogo da Vida (Single, Polygram, 1978) Philips 6031068
- Recordar É Viver/Vida de Artista (Single, Polygram, 1978)
- Quero-te Tanto/Na Vida, Tudo Bem Contigo? (Single, Polygram, 1979) Philips 6031095
- Carta a Uma Mulher/Gato Sapato (Single, Polygram, 1980)
- 10 Um Disco de Sonho (LP, Polygram, 1980)
- Amor À Moda Antiga (Single, Polygram, 1981)
- Lisboa meu Lugar (Single, Polygram, 1982)
- Marcha de Amor (Single, Vadeca)
- Marrabenta/É o Amor  (Single, Dacapo)
- 12 Anos Depois (CD, Movieplay)
- o Melhor de 2 - (Universal, 2001)
- Do Fundo do Coração - 40 Anos de Teatro, 25 Anos de Música (CD, 2002)
- Canções de Uma Vida  (CD, Universal, 2007)
- Meu Rio Amigo De Janeiro, A Nossa Canção, Amizade, De Todas As Maneiras
- Tanta Coisa Por Fazer
- Serena
- Só Quero Levar Comigo O Teu Olhar
- Vivo como nunca (2021)

## Prémios
- "Canoas do Tejo", Rio de Janeiro